# نبي شيت
نبي شيت هي إحدى القرى اللبنانية من قرى قضاء بعلبك في محافظة بعلبك الهرمل.